# Пробивний прес

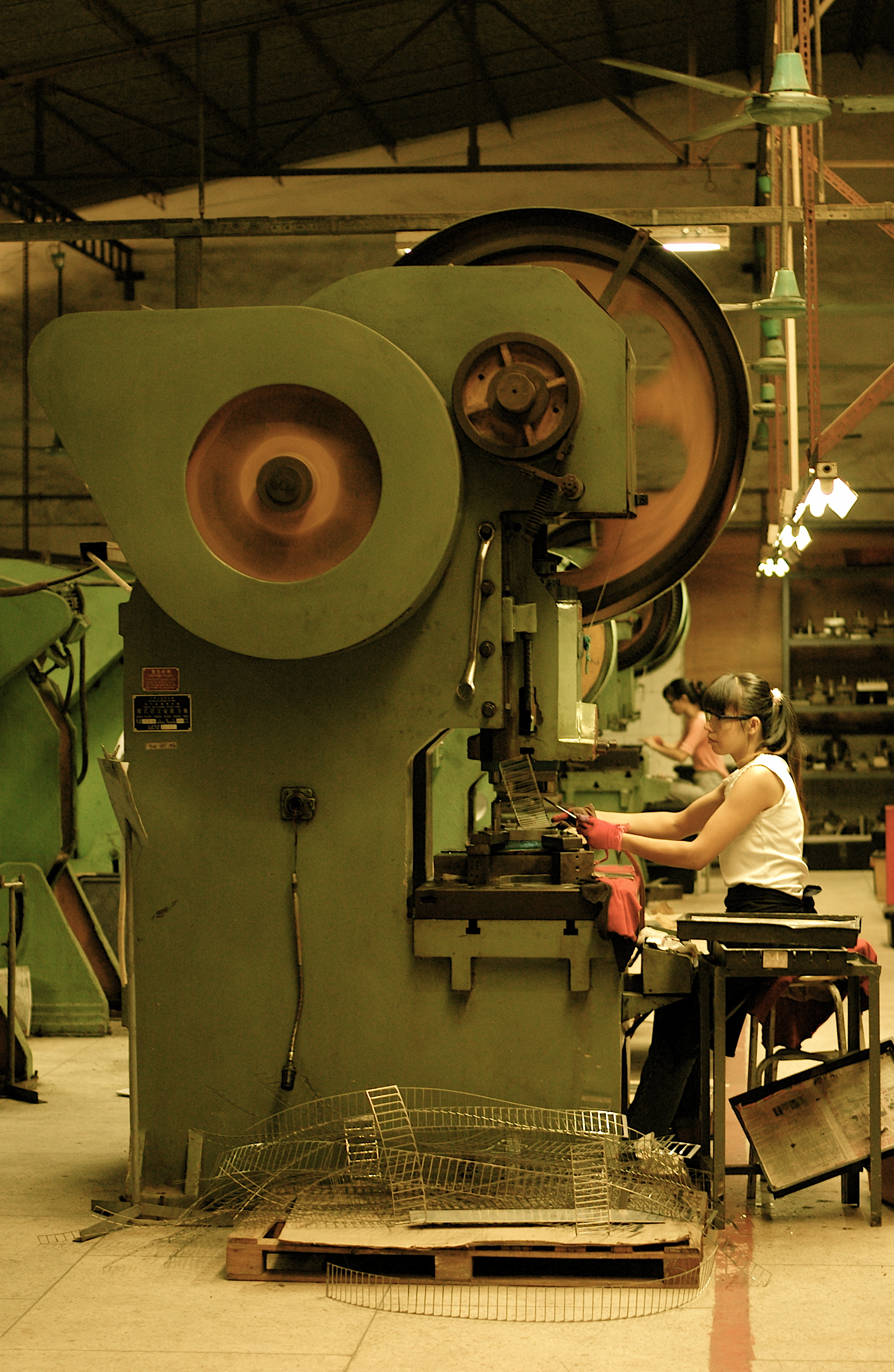
КНР, фабрика ножів

Пробивний прес — різновид машинного преса, що використовується для прорізання отворів у матеріалі. Він може бути невеликим, з ручним керуванням і передбачати один простий набір штампів, або бути дуже великим, керованим за допомогою ЧПК, з багатопозиційною револьверною головкою та містити набагато більший і складніший набір штампів (матриць). 

## Опис
Пробивні преси є великими машинами з рамою типу «С» або з рамою «портального» (мостового) типу. Тип C має гідравлічний поршень у верхній передній частині, тоді як портальна рама дуже схожа на повне коло, причому поршень знаходиться в центрі рами, щоби запобігти відхиленню або деформації рами. 
Преси типу С мають опорну пластину, яка використовується для блокування нижньої балки прес-форми. Для утримання матриці використовуються Т-подібні болти, отже ця пластина містить Т-подібні пази, в які встромляють Т-подібні болти. Ці пази розташовані по діагоналі, а паз є горизонтальним відносно довшого боку пластини, що є загальною практикою. Ці прорізи ведуть до центрального отвору, зробленого в пластині, причому отвір досить великий, щоби вмістити ще одну втулку з отвором, отвір використовується для опускання штампованої деталі на дно преса. Верх пристрою упирається у прямовисний ковзний повзун із системою затиску, яка розрахована лише на певний діаметр циліндричного елемента з різьбленням, званого «хвостовиком» інструменту. Нижня частина інструменту закріплена на нижній опорній плиті, а верхня частина інструменту — тримається на ковзному циліндрі. Верхня та нижня частини інструменту, зазвичай спрямовуються відповідними вузлами стійки та втулки, що надає безпеку пробивних елементів інструменту. 
Здебільшого, інструмент розміщують трохи вище нижньої опорної плити, забезпечуючи два паралельні блоки, точно відшліфовані до однакового розміру. Це потрібна дія, оскільки багато інструментів, брухт (відрізки, які є відходами) виводяться через нижній елемент інструменту, і не обов'язково в його центрі. Лом або заготовка (необхідна частина) виходять із штампу у різних місцях. Вони мають бути витягнуті горизонтально з-під встановлених паралелей. Інакше, вони накопичуються всередині самого інструменту та викликають серйозні пошкодження інструменту. У дуже важких пресах з великою потужністю, ковзний повзун має товсту пластину з Т-подібними пазами для блокування верхньої пластини інструменту (називається верхньою балкою). У такому разі циліндр з різьбленням, званий хвостовиком, не кріпиться до інструменту. Затискачі бувають механічними (з ручним керуванням за допомогою гайкових ключів) або пневматичними. 
Пробивні преси револьверного типу мають стіл або станину зі щітками або роликами, що дозволяє заготовці з листового металу переміщатися з низьким тертям. Щітки використовуються там, де треба звести до якнайменших подряпин на заготовках, наприклад, під час роботи з матовим алюмінієм або полірованими матеріалами.